# Bockwindmühle Altbelgern

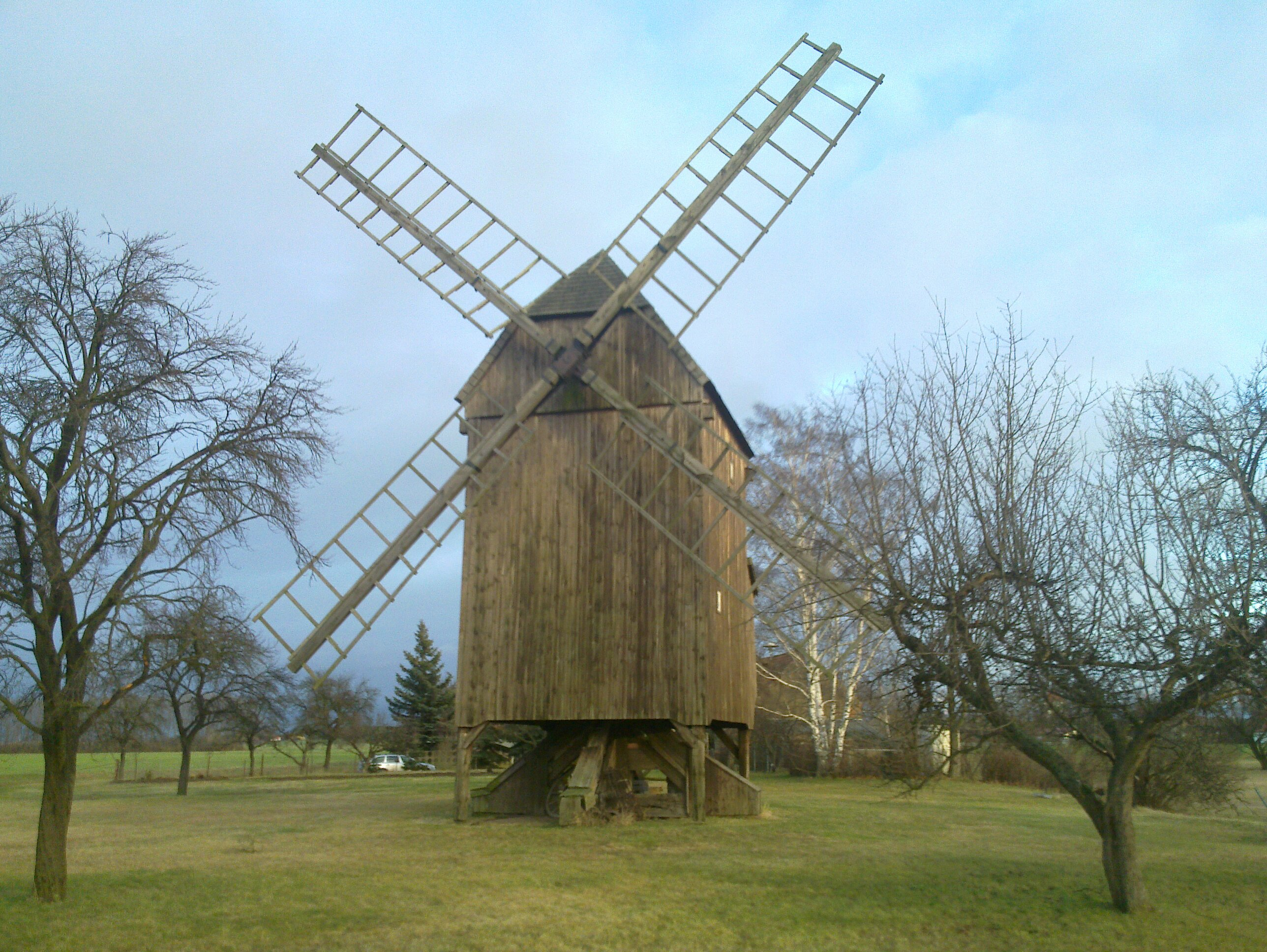
Bockwindmühle Altbelgern (2013)

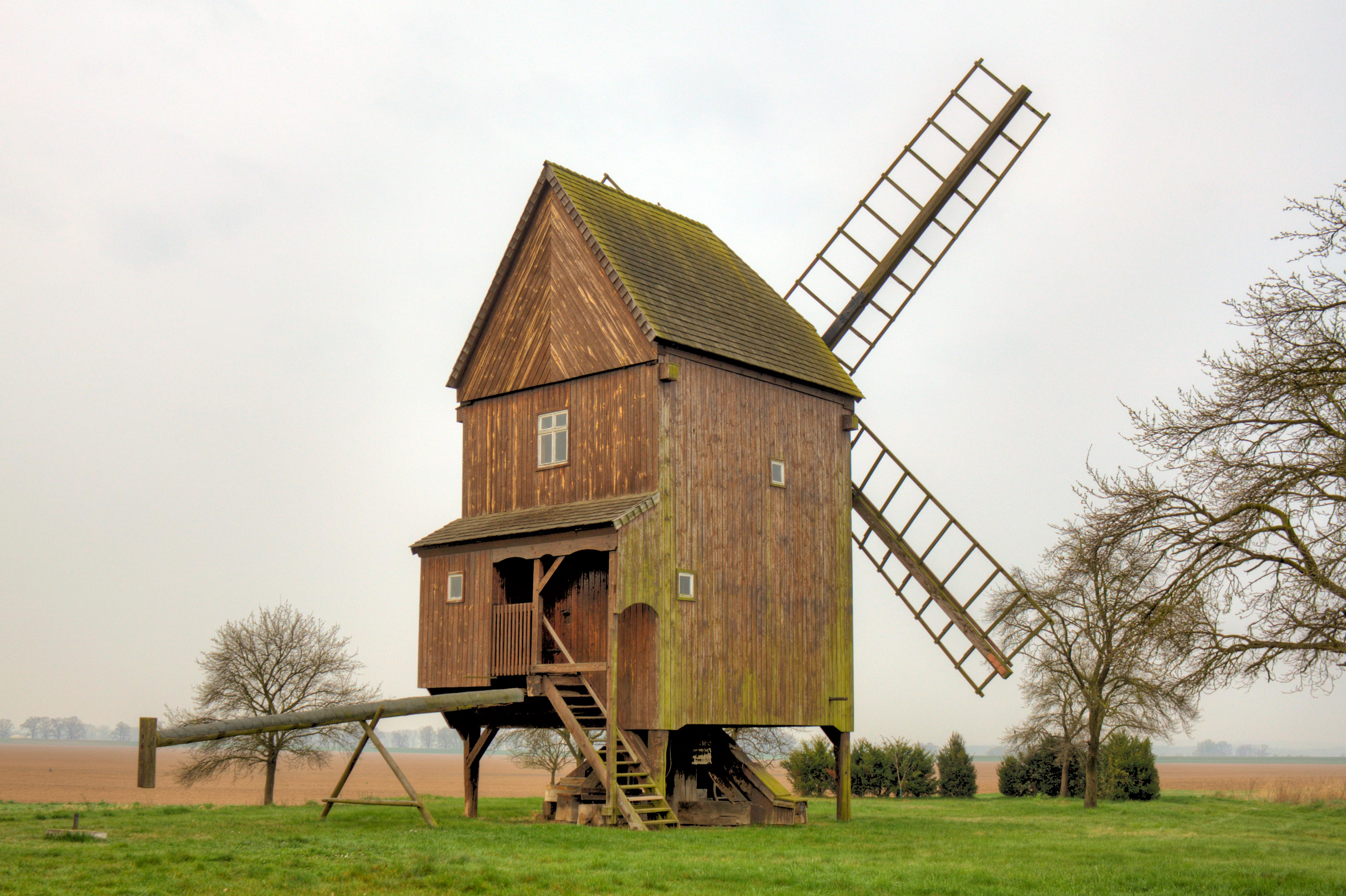
Rückwärtige Ansicht

Die Altbelgerner Bockwindmühle ist eine unter Denkmalschutz stehende historische Bockwindmühle aus dem Jahre 1834.
Sie befindet sich etwa einen Kilometer von der Elbe entfernt im Martinskirchener Gemeindeteil Altbelgern in der südbrandenburgischen Kleinstadt Mühlberg/Elbe im Landkreis Elbe-Elster.

## Geschichte
Bereits für das Jahr 1781 ist in Altbelgern eine Windmühle verzeichnet. Die historische Bockwindmühle wurde im Jahre 1834 errichtet. Urkundlich erwähnt wurde sie außer 1834 unter anderem in den Jahren 1900 und 1925. Die Mühle besitzt einen Mahlgang mit Elevator und Sechskantsichter. Im Jahre 1953 wurde sie mit einem Elektromotor ausgestattet. Anfang der 60er Jahre wurde der gewerbsmässige Betrieb eingestellt. Von 1990 bis 1998 wurde die zu diesem Zeitpunkt sanierungswürdige Mühle umfassend rekonstruiert.
Die Mühle befindet sich seit fünf Generationen in Familienbesitz der Familie Nitzsche. In der Gegenwart dient das zum Teil funktionstüchtige technische Denkmal sporadisch als Schaumühle. In Betrieb genommen wird sie bei verschiedenen Veranstaltungen, wie dem alljährlichen Deutschen Mühlentag. Führungen werden auf Anfrage angeboten. Touristisch angebunden ist sie unter anderem über den Elbe-Radweg.

Zustand Anfang der 1970er Jahre
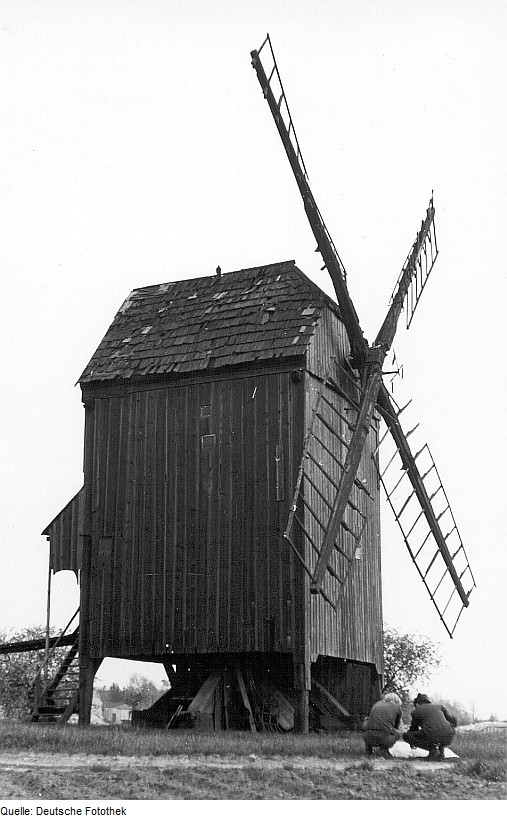
Rechte Seite
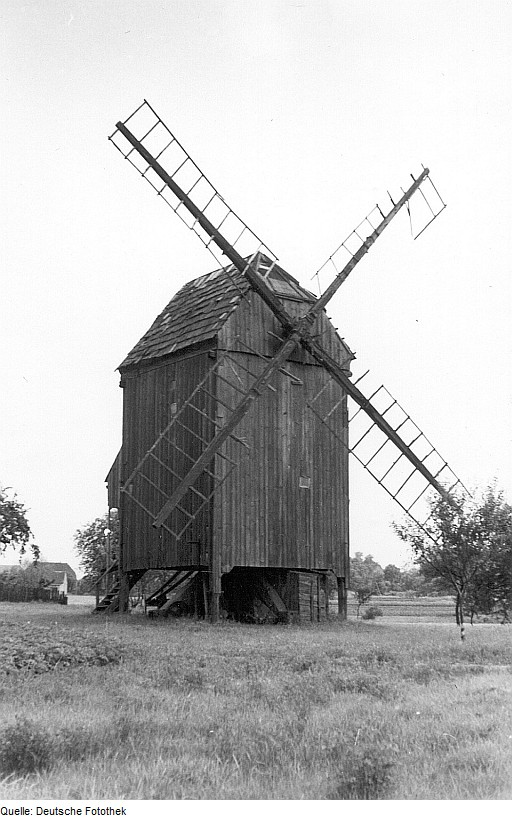
Vordere Ansicht
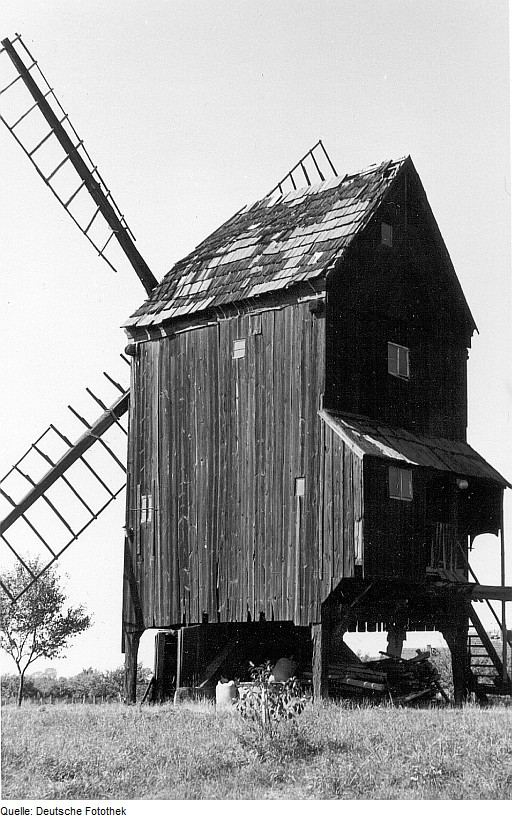
Rückwärtige Ansicht